# Enchelybrotula gomoni
Enchelybrotula gomoni är en fiskart som beskrevs av Cohen 1982. Enchelybrotula gomoni ingår i släktet Enchelybrotula och familjen Ophidiidae. Inga underarter finns listade i Catalogue of Life.